# Luando (commune)
Pour les articles homonymes, voir Lwando.
Luando, aussi parfois écrit Lwando, est une ville et commune de la municipalité de Cuemba dans la province de Bié en Angola.
La municipalité a une population de 56 963 habitants en 2014.